# Jofre Oliveras
Jofre Oliveras (Girona, 1989) és un artista i muralista català. Les seves obres artístiques en l'espai públic incorporen els significats del paisatge com a part de l'obra i creen un diàleg amb el públic amb un llenguatge propi que qüestiona els convencionalismes socials.
L'any 2019, Oliveras pintà, conjuntament amb Nil Safont, el mural d'art rural més gran de Catalunya en una superfície total de 1.358 metres quadrats, repartida en tres grans sitges de la planta de fabricació de pinsos de Torregrossa, amb una representació al·legòrica de les Festes del Segar i del Batre de la Fuliola.